# Dąbroszyn (województwo wielkopolskie)
Dąbroszyn (niem. 1943-1945: Eichenhagen) – wieś w Polsce położona w województwie wielkopolskim, w powiecie konińskim, w gminie Rychwał.
Pierwsze wzmianki o jej istnieniu pochodzą z 1407 roku. Była własnością szlachecką. 
3 maja 1863 roku pod Dąbroszynem miała miejsce zwycięska, dla powstańców, pochodzących z oddziału Taczanowskiego, bitwa z Rosjanami. 
Pod koniec XIX wieku czynna była we wsi gorzelnia oraz cegielnia, korzystająca z lokalnych zasobów surowca.  
W Dąbroszynie znajduje się murowany dwór z początku XIX wieku, park dworski oraz leżąca naprzeciwko parku kaplica z zabytkowymi rzeźbami św. Szczepana i Wawrzyńca z pierwszej połowy XVII wieku oraz św. Andrzeja i Pawła z około połowy XVIII wieku.  
Do 1954 roku istniała gmina Dąbroszyn. W latach 1975–1998 miejscowość administracyjnie należała do województwa konińskiego.

## Instytucje
- Szkoła Podstawowa im. Marii Konopnickiej[6]
- Ochotnicza Straż Pożarna[7]
- Klub piłkarski "Fanclub Dąbroszyn".
- Zespół wokalno instrumentalny "REVERS"
- Koło Gospodyń Wiejskich[8]
- Kościół pw. Św. Rocha (parafia Kuchary Kościelne)